# Annie Was a Wonder
Annie Was a Wonder ist ein US-amerikanischer Kurzfilm von Edward L. Cahn aus dem Jahr 1948.

## Handlung
Kurz nach Ende des Ersten Weltkriegs kamen jährlich rund 45.000 Emigrantinnen nach Amerika. Sie arbeiteten unter anderem als Hausangestellte und verdienten dabei kaum mehr als 15 Dollar im Monat. Zu Familie Nesbitt kam eines Tages die Schwedin Annie Swenson. Die Nesbitts mit ihren zwei Söhnen hatten bisher kein Hausmädchen, doch brauchten sie jetzt eines, da Mutter Nesbitt schwanger war. Annie, die nur gebrochen Englisch sprechen konnte, sorgte gleich am ersten Tag für Unfrieden, weil ihr der ältere Sohn der Familie beim Gartengießen einen Streich spielte und sie daraufhin im Spaß beide Jungen nassspritzte. Vater Nesbitt, der Annie so das erste Mal sah, ordnete an, dass Annie ihre Sachen packen und am nächsten Tag das Haus verlassen sollte. Am Abend stellte sich jedoch heraus, dass Annie in der Hauswirtschaftsschule in Schweden die beste Köchin war und tatsächlich bringt sie Vater Nesbitt angesichts ihrer Kochkünste dazu, die Kündigung zurückzunehmen.
Die nächsten Jahre erweist sich Annie als Perle im Haus, arbeitet unermüdlich und lernt gleichzeitig fleißig amerikanische Geschichte, um nach fünf Jahren den Einbürgerungstest zu bestehen. Dennoch kommen ihr kurz vorher Zweifel, ob sie nicht doch nach Schweden zurückkehren sollte, auch wenn sie sich in Landsmann Gus verliebt hat. Als einer der beiden Söhne ihr jedoch erzählt, dass die Mutter meinte, Annie könnte ein Kind kriegen, weil „unsere Annie doch alles kann“, ist Annie gerührt. Sie beschließt, dass ein Land, in dem selbst die Dienstmädchen mit zur Familie gezählt werden, ein gutes Land sein muss. Sie geht nicht nach Schweden zurück, sondern heiratet Gus. Dies ist das letzte Mal, dass die Familie Annie sah.

## Produktion
Annie Was a Wonder entstand als Teil der Kurzfilmreihe John Nesbitt’s Passing Parade. Diese Reihe begann 1938 und endete 1949 mit der 64. Folge. Wie in allen weiteren Kurzfilmen, fungiert John Nesbitt auch in Annie Was a Wonder als Erzähler.

## Auszeichnungen
Annie Was a Wonder wurde 1949 für einen Oscar in der Kategorie „Bester Kurzfilm (eine Filmrolle)“ nominiert, konnte sich jedoch nicht gegen Människor i stad durchsetzen.